# 경산제일중학교
경산제일중학교(慶山第一中學校)는 대한민국 경상북도 경산시 자인면 동부리에 있는 사립 중학교이다.

## 학교 연혁
- 1969년 10월 27일 : 학교법인 성림학원 설립인가, 초대 이사장 조홍렬 장로 취임
- 1969년 12월 15일 : 자인여자중학교 설립인가 (학년당 2학급)
- 1970년 3월 1일 : 초대 조인식 교장 취임
- 1974년 1월 5일 : 자인여자상업고등학교 설립인가 (학년당 2학급)
- 1974년 1월 15일 : 자인여자중학교 학칙 변경 (12학급 인가)
- 1982년 5월 8일 : 강당 (체육관) 준공 360평
- 2004년 10월 26일 : 교육정보관 개관
- 2013년 9월 11일 : 제3대 유영귀 이사장 취임
- 2022년 3월 1일 : 경산제일중학교로 교명 변경
- 2022년 12월 27일 : 중학교 제51회 4,896명(10명) 졸업
- 2022년 12월 27일 : 고등학교 제47회 8,369명(116명) 졸업
- 2023년 3월 1일 : 제7대 최요한 교장 취임
- 2023년 3월 2일 : 입학식 중학교 (1학급 12명)
- 2023년 3월 2일 : 입학식 고등학교 (5학급 125명)

## 참고 자료
- 경산제일중학교 - 한국교육학술정보원 학교알리미